# Baglietto-Vitale
Baglietto-Vitale é um duo musical formado pelos músicos argentinos Juan Carlos Baglietto e Lito Vitale.
Ganharam 3 prêmios: Grammy Latino (Categoria "Melhor álbum de tango" com "Postales del alma"), um "Premio Estrella de Mar ao melhor conjunto musical" e um "Premio Gardel".

## Discografia
- "Postales de este lado del mundo",
- "Postales del alma",
- "No olvides"
- "Más de lo mismo"
- "Clásicos y acústicos"

## Prêmios e Indicações
| Ano  | Trabalho (Álbum/Canção) | Prêmio                 | Indicação             | Resultado | Ref.  |
| ---- | ----------------------- | ---------------------- | --------------------- | --------- | ----- |
| 2000 |                         | Premio Estrella de Mar | Melhor Grupo Musical  | Venceu    | [ 2 ] |
| 2000 | Postales del alma       | Grammy Latino          | Melhor Álbum de Tango | Venceu    | [ 3 ] |